# Patrizia Tamà
Patrizia Tamà, pseudonimo di Patrizia Tamarozzi (Modena, 10 maggio 1962), è una scrittrice e giornalista italiana.

## Biografia
Nipote del pittore modenese Bruno Semprebon e figlia unica dell'artista e docente di storia dell'arte Franca Semprebon e di Bruno Tamarozzi, studia al Liceo classico Muratori di Modena e si laurea in Lettere Moderne all'Università di Bologna con una tesi sulla lingua del teatro futurista.
Inizia a collaborare appena ventenne con la Gazzetta di Modena, occupandosi di critica teatrale e cinematografica. Nel 1987 fonda insieme al marito la società Frilend che fornisce servizi giornalistici per testate come Panorama, Epoca, Donna Moderna. Nel 1988 diventa giornalista pubblicista iscritta all'Ordine dei Giornalisti.
Nel 1991 è co-autrice per Leonardo Editore del libro-inchiesta "Italia, ti ascolto", che svela i segreti degli italiani alle prese con i primi cellulari. Il libro vende oltre 20 000 copie, collocandosi per diverse settimane nelle classifiche dei saggi più venduti.
Nel 1992 si trasferisce a Milano, dove insegna, e continua le collaborazioni giornalistiche; dal 1997 al 2010 scrive stabilmente per D - la Repubblica delle donne, supplemento settimanale del quotidiano La Repubblica, occupandosi soprattutto di argomenti scientifici e di psicologia.
Nel 2004 vince il premio giornalistico "Città di Milano alla memoria di Maria Grazia Cutuli" con un'inchiesta sui bambini di Černobyl', intitolata "Un mese con Olga", pubblicata su "D" di Repubblica.
Nel 2006 pubblica insieme a Enzo Consul, già autore di diversi libri per Sperling & Kupfer e Mondadori, il libro di racconti ironici "No grazie! Storie di polipo-pretendenti".
Nel 2010 esce il thriller storico "La Quarta Cantica", che propone una lettura alternativa, in chiave alchemica, della Divina Commedia di Dante, prospettando l'ipotesi dell'esistenza, dopo Inferno, Purgatorio e Paradiso, di un'altra Cantica. La Quarta Cantica, pubblicato da Mondadori vende oltre 15 000 copie e viene ripubblicato nella collana Oscar Bestsellers. Protagonista del romanzo è la ricercatrice universitaria e "detective della storia" Beatrice Maureeno, che tornerà anche nel successivo thriller storico, "La profezia di Michelangelo", del 2012, che propone un'analisi alternativa della Cappella Sistina di Michelangelo, della quale sono rivelati i legami con le altre culture, in particolare con quella ebraica.
Nel 2013 la Mondadori le propone di scrivere un romanzo storico-erotico sulla drammatica vicenda degli amanti danteschi Paolo e Francesca; esce così, sotto lo pseudonimo di Tamara Ash, "L'amor che non perdona".
Nel 2024 pubblica con Rizzoli, nella collana Rizzoli Historiae, il romanzo biografico "Divina. I due cuori di Eleonora Duse", che racconta la storia dei due grandi amori dell'attrice: Gabriele D'Annunzio e la poetessa Cordula Poletti.

## Opere
- Italia, ti ascolto, Milano, Leonardo Editore, 1991, ISBN 88-355-1061-9
- No grazie! Storie di polipo-pretendenti, Milano, Greco&Greco editori, 2006, ISBN 8879804235
- La Quarta Cantica, Milano, Mondadori, 2010, ISBN 978-88-04-60213-2
- La Profezia di Michelangelo, Milano, Mondadori, 2012, ISBN 978-88-04-62213-0
- L'amor che non perdona, Milano, Mondadori, 2013, ISBN 978-88-04-63063-0
- Divina. I due cuori di Eleonora Duse, Milano, Rizzoli, 2024, EAN 9788817183390